# Chemin de fer d'Angoulême à Matha
La Chemin de fer d'Angoulême à Matha, dit aussi ligne d'Angoulême à Matha, est un chemin de fer secondaire à voie métrique, long de 35 km, aujourd'hui disparu. Elle était concédée à la Compagnie de chemins de fer départementaux (CFD) et reliait ces deux villes en passant par Rouillac.
Le train était surnommée « le Petit Rouillac ».

## Historique
En 1869, un arrêté  préfectoral de la Charente-Inférieure autorise l' étude d'une voie ferrée d' intérêt local entre Surgères et la  Charente vers Cognac.
La ligne de Saint-Jean-d'Angély à Cognac est classée d'intérêt général au plan Freycinet. La Compagnie de chemins de fer départementaux est intéressée par ce tracé entre Angoulême et Matha, communes délaissés par ce projet.
Après de nombreuses difficultés (principalement des réunions des capitaux), le tronçon Angoulême-Rouillac est reconnu d'utilité publique le 7 juillet 1886. Le tracé choisi fait un important détour par Hiersac et contourne la poudrerie nationale d'Angoulême.
Un traité est signé en 1887 pour la construction d'une troisième gare à Angoulême, insérée entre celle d'Orléans et celle de l'État. Le tronçon est inauguré le 18 novembre 1889.
Le prolongement entre les communes de Rouillac et Matha, afin de rejoindre les lignes de la compagnie CFD de Cognac à Saint-Jean-d'Angély et de Saint-Jean-d'Angély à Surgères, fait l'objet de différents entre les deux départements.
Le ministre tranche et l'ouverture a lieu le 20 septembre 1896,.

## Description

### Réseau des Charentes
- Ligne Saint-Jean-d'Angély - Marans (1896 - 1951)
- Ligne Ferrières-d'Aunis  - Épannes (1899 - 1951)
- Ligne Marans - Saintes (1915 - 1951)
- Ligne Angoulême - Matha (1889 - 1950)

Angoulême - Rouillac ( 1889  - 1950)
Rouilllac - Matha ( 1896 - 1950)
- Ligne Saint-Jean-d'Angély – Cognac (1896 – 1950)
- Ligne Burie - Saintes (1915 - 1950)

Matha était le point de jonction de 3 lignes de la compagnie CFD venant de Saint-Jean-d'Angély, Cognac et Angoulême.

### Gares desservies
La ligne Angoulême - Matha desservait les gares de Saint-Yrieix (Vénat), Fléac, St-Saturnin, Hiersac, Douzat, Asnières-Neuillac, St-Amant-St-Genis, Saint-Cybardeaux, Rouillac, Beaulieu-Plaizac, Mareuil-Courbillac, Sonneville-Anville en Charente, et Neuvicq-le-Château, les Brousses, Siecq, Louzignac et Sonnac-Haimps en Charente-Maritime.

### Gares de jonctions
- Angoulème avec le P.O et les chemins de fer de l'Etat.
- Rouillac avec les chemins de fer économiques des Charentes

## Exploitation
L'exploitation est assurée par la compagnie CFD, jusqu'à la fermeture de la ligne.

## Matériel roulant
Le matériel roulant est celui du réseau des Charentes et Deux-Sèvres de la compagnie CFD.